# 萊西萊·特博格
萊西萊·特博格（Letsile Tebogo，2003年6月7日—），是一名博茨瓦纳短跑运动员。
他在奈洛比举行的2021年世界U20田径锦标赛上获得了100米金牌，成为第一位在世界錦標賽级别的100米项目中获得金牌的博茨瓦纳运动员。2022年2月19日，特博格在博茨瓦纳田径协会锦标赛上以10.08秒的成绩创造了100米的新全国纪录。两个月后，他在哈博罗内国际比赛上以9.96秒的成绩提高了这一成绩，创造了新的世界青年田徑記錄。他在2022年7月16日在2022年世界田径锦标赛上以9.94秒的成績將此紀錄刷新。特博格在2022年世界U20田径锦标赛上再次跑出9.91秒的成績將自己保持的世界青年田徑記錄刷新。在2024年夏天的巴黎奥运会上，特博格战胜了诸多好手，夺得男子200米项目的金牌，这也是博茨瓦那历史上首枚奥运金牌。

## 国家记录
- 100 米：9.86 (+1.0 m/s)（ 法國巴黎，2024年8月4日）

## 非洲记录
- 200 米：19.46 (+0.4 m/s)（ 法國巴黎，2024年8月8日）